# Lonicera tomentella
Lonicera tomentella là một loài thực vật có hoa trong họ Kim ngân. Loài này được Hook. f. & Thomson mô tả khoa học đầu tiên năm 1858.